# Bassano del Grappa
Bassano del Grappa (tiếng Veneto: Basan, Ý hóa: Bassan hay Bassàn) là một thành phố và cộng đồng tự quản comune trong tỉnh Vicenza, vùng Veneto, bắc Ý. Thành phố này giáp các cộng đồng Cassola, Marostica, Solagna, Pove del Grappa, Romano d'Ezzelino, Campolongo sul Brenta, Conco, Rosà, Cartigliano vàNove.
Nghệ sĩ Jacopo Bassano đã sinh ra, làm việc và qua đời tại Bassano. Bassano Del Grappa cũng nổi tiếng với Grappa.